# Ciriaco Cuitiño
Ciriaco Cuitiño (Mendoza, ca. 1795 - Buenos Aires, diciembre de 1853) fue un oficial de policía de la Confederación Argentina, líder del grupo parapolicial conocido como "la Mazorca", una fuerza de policía política que actuó en la ciudad de Buenos Aires durante el largo gobierno de Juan Manuel de Rosas.

## El federalismo porteño
Establecido desde su juventud en Buenos Aires, era un comerciante minorista de cierta importancia, con influencia social entre la gente de los arrabales de la ciudad. Durante la década de 1820 compró un campo en Quilmes y se dedicó a la ganadería. En 1827 fue nombrado alcalde de Quilmes, y se destacó por su eficacia para combatir el cuatrerismo, con métodos relativamente duros. Identificado con el partido federal porteño, era un seguidor del gobernador Manuel Dorrego.
Al producirse la revolución del general Juan Lavalle en 1828, sus oficiales persiguieron por toda la provincia a los gauchos y pequeños estancieros federales, asesinando a muchos con una gran crueldad. Cuitiño se unió a las fueras irregulares de caudillejos federales contra los coroneles de Lavalle y luchó en las fuerzas de Juan Manuel de Rosas en la batalla de Puente de Márquez. Recuperó su puesto de alcalde y se destacó en la represión de los unitarios. Durante el primer gobierno de Rosas fue nombrado comisario extraordinario en enero de 1830.

## Formación de la Mazorca
En 1833 tuvo una actuación destacada durante los desórdenes que desembocaron en la Revolución de los Restauradores. Guio a los gauchos y orilleros en su marcha para formar un núcleo revolucionario en Barracas. Logrado su éxito con la deposición del gobernador Juan Ramón Balcarce, organizó una partida especial de policía, que se dedicó sobre todo a perseguir a los enemigos de Rosas. En el presupuesto del año 1834, bajo la gobernación de Juan José Viamonte le confiaron a Cuitiño el mando del nuevo cuerpo de Vigilantes a Caballo.
Junto al comisario Andrés Parra, dirigieron sendas divisiones especiales de la policía, de unos 20 agentes cada una, especializados en perseguir enemigos políticos y también a coordinar las acciones de la policía urbana con la de los alcaldes rurales. 
Cuando el grupo liderado por Julián González Salomón fundó la Sociedad Popular Restauradora, el grupo de Cuitiño se reorganizó en forma de brazo armado de la misma. Sobre la base de un poema amenazante publicado por el futuro intelectual antirrosista José Rivera Indarte, tomó el nombre de La Mazorca.
En 1838 comenzaron a ser conocidas algunas conspiraciones antirrosistas, con lo que la Mazorca pasó a la acción, y dirigió el asesinato de algunos opositores. Durante el año siguiente, tuvo buena parte de la responsabilidad de desbaratar la conspiración dirigida por el coronel Ramón Maza y la organización fue acusada de la muerte de su padre, Manuel Vicente Maza, exgobernador y amigo personal de Rosas. Los historiadores están generalmente de acuerdo con la acusación, si bien muchos reconocen que no está probada su veracidad.
Una de sus preocupaciones era evitar la huida de enemigos a Montevideo, por lo que fue el responsable de una matanza de fugitivos en las costas del Río de la Plata, hecho que es relatado en los inicios de la novela Amalia, de José Mármol.
La mayor parte de los crímenes de la Mazorca fueron por degüello de sus enemigos. En esas faenas, los más capacitados eran los peones del matadero de la ciudad, de los cuales muchos eran también agentes de la Mazorca.

## El terror en Buenos Aires
En 1840, cuando Lavalle amenazó con tomar la ciudad, los dirigentes federales temieron por sus vidas, y la tensión política se hizo máxima. En cuanto se supo que el enemigo se retiraba, la respuesta de la Mazorca fue inusualmente violenta: sometió a la ciudad a un terror pocas veces visto, degollando alrededor de veinte personas, saqueando las casas de muchos más opositores y llevando a la cárcel a otros muchos. En sus recorridos por la ciudad – generalmente nocturnos – destruían todo lo que se encontrara de color celeste o verde, colores identificados con el partido unitario. Un oficial terminó en la cárcel, donde murió, por tener flores de color celeste en el frente de su casa. Los bienes incautados en las casas particulares fueron rematados.
A fines de octubre, repentinamente, Rosas ordenó detener el terror, y amenazó con la pena de muerte a sus propios partidarios exaltados. La campaña de la Mazorca se detuvo en el acto. Rosas los había dejado hacer, y en este momento no le convenía que las persecuciones continuaran. De haber intentado antes detener las acciones de la Mazorca, hubiera corrido el riesgo de ser desobedecido.
A fines de 1842, al llegar la noticia de la definitiva derrota de los enemigos de Rosas en la batalla de Arroyo Grande, desató una nueva oleada de terror, que duró otros diez días, y que terminó de la misma manera abrupta que la anterior, por orden de Rosas. Otra vez hubo alrededor de veinte asesinados.
Aparte de las dos épocas del “terror”, la Mazorca ejecutó algunas otras personas por identificarlas con los enemigos de Rosas; generalmente, la orden de ejecución era directamente emanada del propio gobernador.
Poco después, a fines de 1843, Rosas ordenó la disolución de la Sociedad Popular Restauradora, con lo que la Mazorca perdió su apoyo político y financiero. En la práctica, también la Mazorca se disolvió.

## Derrota y muerte de Cuitiño
Llegó a ser relativamente rico, y alquiló una casa muy importante en la ciudad, que pertenecía a Mariquita Sánchez de Mendeville, viuda de Thompson. También se afirma que Rosas le obsequió una propiedad fiscal en la hoy Avenida Independencia 3549, cerca de la intersección con la Avenida Boedo. Se señala que los descendientes de Ciriaco Cuitiño continuaron viviendo en el actual barrio de Boedo, de los que él había sido uno de los primeros habitantes.
Después de la batalla de Caseros, permaneció en distintas localidades del interior de la provincia de Buenos Aires. A fines de 1852 se unió al sitio de Buenos Aires impuesto por el general Hilario Lagos, aunque éste no le dio mando de tropas.
Una noche de mediados de 1853, poco después del levantamiento del sitio, entró a la ciudad de Buenos Aires. Lo acompañaba su amigo Leandro Alén, pulpero del barrio de Balvanera, padre del futuro caudillo radical Leandro Alem. Fueron delatados y arrestados. Se les inició un juicio penal, que se sustanció públicamente el 19, 20 y 21 de diciembre de 1853. Cuitiño fue juzgado por haber sido el jefe de la Mazorca, y por haber ordenado una larga lista de crímenes, la mayoría asesinatos a degüello. La sentencia los condenó a muerte.
Cuitiño y Alén fueron ejecutados el 29 de diciembre de 1853, a las 9 de la mañana, sobre el paredón de la iglesia de la Concepción (Tacuarí e Independencia). Luego los cadáveres de ambos se exhibieron colgados por cuatro horas en la Plaza de la Concepción.
Una tradición afirma que fue enterrado en una fosa común en el Cementerio de la Recoleta de Buenos Aires. Su cuerpo yace en la Sección 9, donde hoy está sepultado el teniente general Arturo Ossorio Arana, quien participara en el derrocamiento de Juan Domingo Perón en septiembre de 1955. Según los descendientes del militar, debajo de ese lugar estaba la fosa común donde fueron arrojados los restos de Ciriaco Cuitiño.